# Kebes
Kebes z Teb (gr. Κεβης, łac. Cebes) – filozof grecki z V/IV wieku p.n.e. Uczeń Sokratesa, opisany w dwóch dialogach Platona.